# Pavao Posilović
Pavao Posilović (Glamoč, oko 1597. – Rama, prije 1657.), je bio hrvatski franjevac, književnik i biskup iz Bosne i Hercegovine.

## Životopis
Pavao Posilović rođen je krajem 16. stoljeća u Glamoču, Tropolje. Franjevačkom redu je pristupio u Visovcu te odlazi na studije u Italiju. Nakon diplomiranja iz filozofije i teologije vraća se u franjevačku provinciju Bosnu Srebrenu. Dana 16. lipnja 1642. imenovan je za skradinskog biskupa te 7. rujna iste godine i zaređen. Glavni posvetitelj je tada bio talijanski kardinal Giovanni Battista Maria Pallotta, a suposvetitelji Alfonso Gonzaga i Patrizio Donati. Nakon toga je bio upravitelj upražnjenih biskupija u ugarskom dijelu pod turskom vlašću. Dana 25. listopada 1655. imenovan je za duvanjskog biskupa. Kao apostolski vikar boravio je u Slavoniji.
Pavao je napisao dvije knjige bosančicom:
- Cvijet od kriposti duhovni i tilesnije prikoristan svakomu virnomu krstjaninu koji ga šti često (Venecija, 1647.)
- Naslađenje duhovno, koji želi dobro živiti, potom toga dobro umriti (Venecija, 1639.; 1682.).